# Långsjön (Grundsunda socken, Ångermanland, 702426-166495)
Långsjön är en sjö i Örnsköldsviks kommun i Ångermanland och ingår i Gideälven-Idbyåns kustområde. Sjön har en area på 0,146 kvadratkilometer och ligger 14,9 meter över havet.

## Delavrinningsområde
Långsjön ingår i det delavrinningsområde (702443-166549) som SMHI kallar för Rinner mot Sannafjärden. Medelhöjden är 22 meter över havet och ytan är 6,72 kvadratkilometer. Det finns inga avrinningsområden uppströms utan avrinningsområdet är högsta punkten. Avrinningsområdets utflöde mynnar i havet, utan att ha någon enskild mynningsplats. Avrinningsområdet består mestadels av skog (78 procent). Avrinningsområdet har 0,2 kvadratkilometer vattenytor vilket ger det en sjöprocent på 2,9 procent.